# Estepa y desierto arbustivo de Azerbaiyán
La estepa y desierto arbustivo de Azerbaiyán es una ecorregión de la ecozona paleártica, definida por WWF, que se sitúa principalmente por Azerbaiyán, aunque también se extiende al sureste de Georgia y al noreste de Irán.

## Descripción
Es una ecorregión de desierto que ocupa 64.000 kilómetros cuadrados en las tierras bajas de Azerbaiyán y las áreas vecinas de Georgia e Irán, entre el Gran Cáucaso y el Pequeño Cáucaso.
El clima es árido, con veranos largos y calurosos e inviernos cortos y suaves. Se trata de la región más seca del Cáucaso. Las precipitaciones anuales no sobrepasan los 400 mm, y la temperatura media anual es de unos 13 °C.
Hay tres ecosistemas principales: el desierto y semi-desierto, la dehesa árida y la estepa. Además, existen bosques galería a lo largo de los ríos y en los humedales.

## Fauna
Catorce especies de mamíferos, 36 de aves y 30 de anfibios y reptiles se encuentran en peligro; entre ellas, la gacela persa (Gazella subgutturosa) y el halcón peregrino (Falco peregrinus). 

## Estado de conservación
En peligro crítico. Las principales amenazas son la agricultura insostenible y la caza furtiva.